# Martintella
Martintella is een vliegengeslacht uit de familie van de roofvliegen (Asilidae).

## Soorten
- M. lestes (Williston, 1901)